# Liste der Monuments historiques in Brécé
Die Liste der Monuments historiques in Brécé führt die Monuments historiques in der französischen Gemeinde Brécé auf.

## Liste der Objekte
| Bezeichnung                  | Beschreibung                                | Standort                        | Kennzeichnung | Schutzstatus | Datum | Bild |
| ---------------------------- | ------------------------------------------- | ------------------------------- | ------------- | ------------ | ----- | ---- |
| Retabel des Hauptaltars      | Holz, 1681                                  | in der Kirche St-Exupère (Lage) | PM35001168    | Inscrit      | 1979  |      |
| Kerzenständer                | Schmiedeeisen, 17. Jahrhundert              | in der Kirche St-Exupère (Lage) | PM35001172    | Inscrit      | 1979  |      |
| Skulptur Christus am Kreuz   | Holz, 17. Jahrhundert                       | in der Kirche St-Exupère (Lage) | PM35001170    | Inscrit      | 1979  |      |
| Prozessionsfahne             | Stoff, 19. Jahrhundert                      | in der Kirche St-Exupère (Lage) | PM35001171    | Inscrit      | 1979  |      |
| Retabel des südlichen Altars | Holz, polychrom gefasst und vergoldet, 1714 | in der Kirche St-Exupère (Lage) | PM35001169    | Inscrit      | 1979  |      |